# Orthonama lutulentata
Orthonama lutulentata là một loài bướm đêm trong họ Geometridae.